# 고구려 오부
고구려 오부(高句麗 五部)는 고구려를 형성한 여러 부족 중 연맹의 핵심이 된 다섯 부족으로, 삼국지 위서 동이전에 나오는 연노부(涓奴部)·절노부(絶奴部)·순노부(順奴部)·관노부(灌奴部)·계루부(桂婁部)의 5부족을 일컫는다. 기록에 따라 오부의 명칭에 차이를 보이며, 3세기 이후부터는 이들을 중앙 귀족화시키고 각 명칭을 행정 구역명으로 변경기켰다.
《삼국사기》에 따르면 연노부(涓奴部)·절노부(絶奴部)·순노부(順奴部)·관노부(灌奴部)는 각각 비류나부(沸流那部)·연나부(椽那部)·환나부(桓那部)·관나부(貫那部)로도 불렸다. 이들 노(奴) 또는 나(那)는 부족 수준의 사회적 단위를 가리키는 말이다. 나(那)는 하천변의 토지를 뜻하는 천(川), 양(壤)과 같은 뜻으로 여진어와 만주어, 그리고 나나이어의 '나'와도 통하는 말로, 고구려 초기의 '나' 집단은 하천이나 강변의 토착세력을 중심으로 형성되었다고 추측된다.
고구려의 왕은 연맹장(聯盟長)으로서 5부의 수장이 되었다. 처음에는 왕이 연노부에서 나왔으나 중앙집권화가 진전되며 왕족은 계루부의 고씨(高氏)로 고정되었다. 귀족의 수상직(首相職)인 대대로(大對盧)는 5부에서 3년마다 선거로 뽑았다. 대대로는 7세기에 연개소문의 정변에 의해 신흥 귀족인 연씨(淵氏)로 세습되게 되었으나 곧 고구려가 멸망해 오래 세습되진 못했다.

## 순노부
순노부(順奴部)는 환나부(桓那部)로도 표기되었다.
9대 고국천왕에 의해 5부가 행정적 5부(동·서·남·북·중)로 개편된 뒤에는 동부(東部), 좌부(左部) 또는 청부(靑部)로 불렸다.

## 소노부
소노부(消奴部)는 연노부(涓奴部), 비류나부(沸流那部)로도 표기되었다.
9대 고국천왕에 의해 5부가 행정적 5부(동·서·남·북·중)로 개편된 뒤에는 서부(西部), 우부(右部) 또는 백부(白部)로 불렸다.
삼국지 위서 동이전에 따르면 고구려의 왕은 원래 연노부에서 배출되었기 때문에 연노부는 종묘를 따로 가지고 영성사직을 모셨으며 연노부의 대가(大加)는 고추가(古雛加)라 불렸다고 한다. 그러나 고구려의 건국 시조인 동명성왕 대에 계루부에게 주도권을 빼앗기게 된다.
197년 고국천왕이 죽고 동생인 고연우가 10대 산상왕으로 즉위하자 산상왕의 형 고발기가 불복하고 난을 일으켰다. 연노부는 고발기를 지원하다가 그가 패하고 죽자, 연노부의 하호 3만여 명이 고구려에서 이탈하여 요동의 공손강에게 신속하였다.

## 관노부
관노부(灌奴部)는 관나부(貫那部)로도 표기되었다.
9대 고국천왕에 의해 5부가 행정적 5부(동·서·남·북·중)로 개편된 뒤에는 남부(南部), 전부(前部) 또는 적부(赤部)로 불렸다.

## 절노부
절노부(絶奴部)는 제나부(提那部), 연나부(椽那部)로도 표기되었다.
9대 고국천왕에 의해 5부가 행정적 5부(동·서·남·북·중)로 개편된 뒤에는 북부(北部), 후부(後部) 또는 흑부(黑部)로 불렸다.
대대로 왕비를 배출한 왕비족으로 왕족에 버금가는 대우를 받았다. 따라서 절노부의 대가(大加)는 고추가(古雛加)라 불렸다.

## 계루부
계루부(桂婁部)는 5부의 중심이 되었던 부족으로 고구려의 건국 시조 동명성왕 고주몽 대에 계루부의 고씨(高氏)가 고구려의 왕족을 이루게 된다.
9대 고국천왕에 의해 5부가 행정적 5부(동·서·남·북·중)로 개편된 뒤에는 중부(中部), 내부(內部) 또는 황부(黃部)로 불렸다.
계루부의 대가(大加) 중 왕족들은 모두 고추가(古雛加)라 불렸다.

## 같이 보기
- 고구려
- 보덕국